# 华嘉胡同
39°55′12″N 116°21′41″E / 39.9200208°N 116.361351°E
华嘉胡同，是位于中国北京市西城区中部的一条胡同。现西段已拓宽为道路。

## 简介
华嘉胡同为东西走向，过去东到锦什坊街，西到香家园胡同（今为金融大街），全长300米，平均宽8米。明朝称华家胡同。清朝称华嘉寺胡同，华嘉寺俗讹为花椒寺。后来更名为华嘉胡同。2000年代，该胡同西段被拓宽为道路。